# Стеноз гортани
Стеноз гортани — частичное или полное сужение просвета гортани, приводящее к затруднению прохождения воздуха при дыхании.

## Причины стеноза гортани
- Травмы инородными телами;
- Ожоги пламенем или химическими веществами;
- В результате аллергического отека слизистой оболочки гортани.

## Проявления стеноза гортани зависят от многих факторов
- Возраст пациента;
- Общее состояние пациента;
- Уровень активности пациента.

## Проявления стеноза гортани делятся на 4 стадии
- I стадия — стадия компенсации;
- II стадия — стадии неполной компенсации;
- III стадия — стадия декомпенсации;
- IV стадия — стадия асфиксии (удушья).

## Лечение
Существуют эффективные методы восстановления дыхательных путей у детей в зависимости от степени стеноза. При стенозах с выраженным сужением дыхательных путей (III степень) применяется ларингопластика — операция с применением имплантата из реберного хряща. При стенозах IV степени по классификации Майера и Коттона (C. M. Myer и R. T. Cotton) выполняется резекция гортани. Детям с лёгкой степенью стеноза (I и II) не требуется хирургическое вмешательство.